# إرني دينجو
إرني دينجو (بالإنجليزية: Ernie Dingo) هو ممثل أسترالي، ولد في 31 يوليو 1956 في أستراليا. من الجوائز التي نالها جائزة الكنز الحي الأسترالي ‏.

## جوائز
- جائزة الكنز الحي الأسترالي [الإنجليزية]‏

## وصلات خارجية
- إرني دينجو على موقع IMDb (الإنجليزية)
- إرني دينجو على موقع ألو سيني (الفرنسية)
- إرني دينجو على موقع ميوزك برينز (الإنجليزية)
- إرني دينجو على موقع أول موفي (الإنجليزية)
- إرني دينجو على موقع قاعدة بيانات الأفلام السويدية (السويدية)
- إرني دينجو على موقع ديسكوغز (الإنجليزية)
- إرني دينجو على موقع قاعدة بيانات الفيلم (الإنجليزية)
- إرني دينجو على موقع كينوبويسك (الروسية)